# Politisk vår
Politisk vår (grekiska: Πολιτική Άνοιξη, Politiki Anixi) var ett konservativt parti i Grekland, grundat i juni 1993. Partiets grundare var utbrytare från center-högerpartiet Ny demokrati. 1993 vann partiet 4,9 % i de nationella valen och erhöll tio mandat i Greklands parlament. I Europaparlamentsvalet 1994 fick partiet 8,7 % av rösterna och två mandat. Bakslaget kom i parlamentsvalet 1996, då partiet fick 2,94 % av rösterna, vilket var precis under 3 %-spärren. Partiet deltog även i Europaparlamentsvalet 1999, men misslyckades att vinna ett mandat. Politisk vår deltog inte i valet 2000, men stödde Ny demokrati. Partiet slogs ihop med Ny demokrati innan det allmänna valet i april 2004.